# Sceloporus megalepidurus
Espèce
Synonymes
- Sceloporus pictus Smith, 1936
- Sceloporus halli Dasmann & Smith, 1974

Statut de conservation UICN

 VU B1ab(iii) : Vulnérable
Sceloporus megalepidurus est une espèce de sauriens de la famille des Phrynosomatidae.

## Répartition
Cette espèce est endémique du Mexique. Elle se rencontre dans les États de Puebla, du Veracruz et du Tlaxcala.

## Liste des sous-espèces
Selon The Reptile Database (25 février 2013) :
- Sceloporus megalepidurus halli Dasmann & Smith, 1974
- Sceloporus megalepidurus megalepidurus Smith, 1934
- Sceloporus megalepidurus pictus Smith, 1936

## Publications originales
- Dasmann & Smith, 1974 : A new sceloporine lizard from Oaxaca, Mexico. Great Basin Naturalist, vol. 34, no 3, p. 231-237 (texte intégral).
- Smith, 1934 : Descriptions of new lizards of the genus Sceloporus from Mexico and Southern United States. Transactions of the Kansas Academy of Science, vol. 37, p. 263-285.
- Smith, 1936 : A new lizard of the genus Sceloporus from Southern Mexico. American Museum Novitates, no 892, p. 1-4 (texte intégral).